# 黃鼠狼II驅逐戰車
黃鼠狼II是纳粹德国在第二次世界大战時所使用的一款自行反坦克炮。它以二號坦克的底盤为基礎，加裝上76.2mm（俄製）或者75mm（德制）反坦克砲制作而成的。

## 發展
在巴巴罗萨行动初期，德國國防軍就不滿足於I号自行反坦克炮與牽引式火砲，而希望擁有更強力反坦克兵器。隨著T-34與KV-1在1941年後期於戰場的出現，這樣的需求就變得更急迫。
而能够馬上填补战力的，就是将过时的轻型坦克，或者虏获的坦克加以改造，還有就是將舊型战车的生產線轉換為生產自行反坦克炮。加上自俄軍手中掳获了大量的76.2mm野战炮，正好在改造後可以用來裝備這些戰車，這就是黃鼠狼系列的由來。而黃鼠狼II即是以II號坦克為基礎所開發出來的自行反坦克炮的通稱，依據武裝與车体结构使用的底盤不同大致區分為二種种类。

### Sd.kfz.132型 (Marder II)
最初開發的是擁有「7.62cm Pak36(r)搭載II號坦克底盤」這樣子制式名稱的款式。這是由改造自走砲经验丰富的Alkett公司，使用II號坦克D/E型与喷火坦克型改造而來、另外也使用新造底盤來生产了201辆。
所採用的主砲Pak36(r)L/51.5，是由大量擄獲的蘇聯F-22野砲大幅度改裝的反坦克砲。藥室經過改造擴大而能使用裝藥較多的Pak40用彈藥（但精確度跟射程則會下降）、另外將原來野砲須由二人來進行瞄準操作的設備變更為一人操作用，在Pak40配備之前對於新型的蘇聯坦克是很有效的反坦克砲。
战斗室後部有使用装甲板的，也有僅以鐵網張設的車體。雖然是戰時急造的高車身自行反坦克炮，但在當時卻是能對抗T-34的宝贵战斗力量。本車當初被賦予了Sd.kfz.131制式編號，後來變更為Sd.kfz.132。

### Sd.kfz.131型(Marder II H )
接下來生展的是使用II號坦克F型底盤，制式名稱為「7.5cm PaK40/2搭載II號坦克底盤」的Sd.kfz.131。車體是由亨舍爾，戰鬥室則是由Alkett所開發、在配合萊因金屬所生產的7.5cm PaK40反坦克砲，最後組合則是在FAMO公司來進行。
與看來就像急造品的前作相比，底盤變更了設計而使得整體車高降低，設計上變得較為合理。1942年6月完成了試作車，馬上在隔月進入量產。本車使用全新底盤製造的有576輛，以回収的II號坦克A、B、C、F各型所改造的也製造了75輛。另有一說製造總數是531輛。

## 戰績
黃鼠狼II因為其搭載火砲的優秀，而成為能充分對抗盟軍坦克的一項利器。在二戰之中黃鼠狼II為國防軍和武裝黨衛隊的裝甲師的反坦克營，以及一些空軍單位（如赫尔曼·戈林裝甲師）所使用。
黃鼠狼II也有其弱點，就是存活率偏低。除了車高較高之外，沒有車頂、背後也為開放式，加上戰鬥室的裝甲相對薄弱，對於成員的保護極度不足。除了裝甲完全無法抵擋敵軍反坦克砲的砲擊之外，開放且脆弱的戰鬥室導致黃鼠狼II很容易因為步兵的肉搏攻擊而被擊毀。不過以坦克的標準來看待黃鼠狼系列本來就不公平。比起坦克或是突擊砲，黃鼠狼II頂多只能算是有自走能力的反坦克砲，不適合用於主動的對坦克戰鬥。原則上均使用在被動的防禦性戰鬥，相較於牽引式的反坦克砲能夠迅速的轉移陣地是其優點所在。
雖然黃鼠狼II是種十分有效的自行反坦克炮，但是因其生產線已經決定轉換來製造同樣使用二號坦克底盤為基礎的黃蜂式自走榴砲，所以結束了生產。不過配備於反坦克部隊的黃鼠狼II，仍然與後繼型的黃鼠狼III共同活躍於前线，坚持戰鬥至德國投降為止。

## 外部連結
《戰車世界》資料庫 Marder II
TANK ENCYCLOPEDIA Sd.Kfz.131 （页面存档备份，存于）